# Cunonia aoupiniensis
Cunonia aoupiniensis là một loài thực vật có hoa trong họ Cunoniaceae. Loài này được Hoogland mô tả khoa học đầu tiên năm 1997.